# HD 96706
HD 96706，又名CP-70 1305，SAO 256800、HR 4329，是一颗恒星，视星等为5.57，位于銀經294.51，銀緯-9.74，其B1900.0坐标为赤經11h 3m 13.2s，赤緯-70° -9.74′ 13″。